# Yoga pyrops
Yoga pyrops är en fiskart som först beskrevs av Whitley, 1954.  Yoga pyrops ingår i släktet Yoga och familjen smörbultsfiskar. Inga underarter finns listade i Catalogue of Life.